# Salava
Salava est une île d'Estonie en mer Baltique.

## Géographie
Elle appartient à la commune de Lümanda. 